# Bécarde du Surinam
Pachyramphus surinamus
Espèce
Répartition géographique
Statut de conservation UICN

 LC  : Préoccupation mineure
La Bécarde du Surinam (Pachyramphus surinamus) est une espèce de passereaux de la famille des Tityridae.